# Deportivo Táchira Fútsal Club
El Deportivo Táchira Fútsal Club más conocido como Deportivo Táchira FSC o simplemente Táchira, es un equipo de fútbol sala venezolano, con sede en la ciudad de San Cristóbal, Capital del estado Táchira, al occidente de Venezuela. Filial del Deportivo Táchira Fútbol Club, los colores de su vestimenta del equipo son el negro y amarillo. Disputa sus partidos como local en el Gimnasio campeones de 1997, el cual cuenta con una capacidad para 7.000 espectadores.

## Carrusel Aurinegro Campeón 2011
El cuarto juego de la serie final entre el Deportivo Táchira y Bucaneros de Vargas definió el campeón de este primer Torneo Nacional Superior de Futsal. Luego de haber jugado el primer y segundo partido en el Domo del Polideportivo José María Vargas de La Guaira donde la serie quedó parcializada 1x1, se mudaron a la casa de los tachirenses para jugar el tercer, cuarto y si era necesario un quinto encuentro. Pero los dirigidos por el técnico Álvaro Guevara, ganaron el tercer encuentro 6x5 y ganaron el cuarto partido 4x0, para titularse campeones de esta primera edición del futsal profesional en Venezuela.
Los aurinegros celebraron frente a más de 5.000 mil espectadores que se acercaron al Gimnasio Campeones Mundiales del 97, para alentar a sus jugadores en los 40 minutos donde los de casa dominaron totalmente el partido, a diferencia del tercer encuentro donde tuvieron que irse a prórroga y les costó más trabajo conseguir la victoria.
Este título nacional se une al galardón por los tachirenses en el 2008, cuando obtuvieron la Copa Merconorte también en el escenario imponente del "Campeones Mundiales del 97".

## Estadio
El Gimnasio de Fútbol Sala Campeones Mundiales del 97 es un escenario deportivo ubicado en la ciudad de San Cristóbal en el complejo ferial y deportivo de Pueblo Nuevo, Venezuela, utilizado principalmente para la práctica del futsal. Es el escenario más importante para la práctica del fútbol de salón en la ciudad. Actualmente el complejo cuenta con capacidad para albergar a 7.000 espectadores.
Este gimnasio fue construido para los Juegos Deportivos Nacionales Andes 2005, y lleva el nombre de "Campeones Mundiales del 97", en honor a aquellos héroes venezolanos que se consagraron campeones mundiales en este deporte, en el campeonato mundial de ese año en México, derrotando a Uruguay en la final.

## Uniforme
Es el mismo uniforme que el Deportivo Táchira Fútbol Club

### Uniforme Actual
| Titular | Alternativo | Tercero |

- Uniforme titular: Camiseta amarilla con franjas negras, pantalón negro y medias amarillas.
- Uniforme alternativo: Camiseta blanca con una franja mitad amarilla y negra con una manga amarilla, pantalón amarillo y medias negras.
- Uniforme tercero: Camisa verde manzana, pantalón blanco y medias blancas

### Uniforme de portero
| Titular | Alternativo |

- Uniforme titular: Camiseta de color azul marino con franjas blancas, pantalón gris y medias blancas.
- Uniforme alternativo: Camiseta verde con una franja negra, pantalón verde y medias verdes.

### Uniforme de entrenamiento
| Titular | Alternativo |

- Uniforme titular: Camiseta de color negro con franjas amarillas, pantalón negro y medias negras con franjas amarillas.
- Uniforme alternativo: Camiseta blanca con franja amarilla y negra, pantalón y medias blancas

## Datos del club
- Fundación: 16 de enero de 2006.
- Temporadas en 5.ª:  (2011-presente).[4]
- Temporadas en 2ª: 0.
- Mayor goleada conseguida:
  - En campeonatos nacionales: Deportivo Táchira 9 – Caracas FS 1 (2013).
- Mayor goleada recibida: Marítimos 6 - Táchira 1 (2014).
- Mejor puesto en la liga: 1.º.
- Peor puesto en la liga: Fase de grupos
- Mejor participación internacional: Subcampeón 2008 (Copa Libertadores de fútbol sala).

## Palmarés

### Torneos nacionales oficiales
- Torneo Superior (1) 2011 
  - Torneo Superior (2) Sub-Campeón 2012, 2013
- Liga Venezolana de Fútbol Sala Sub-Campeón 2008

### Torneos internacionales
- Copa Libertadores Sub-Campeón 2008